# 浅田政志
淺田政志（日語：浅田政志，1979年7月6日—）是一位日本攝影師。

## 生平
1979年出生於日本三重縣津市。2000年畢業於日本寫真影像專門學校研究科，2004年任職STUDIO FOBOS，2007年成為獨立攝影師，2009年以攝影集『浅田家』（2008年赤々舎刊），獲第34回木村伊兵衛賞。2010年初在三重縣美術館舉行大型個展 『Tsu Family Land　浅田政志写真展』。2011年在富山縣ミュゼふくおかカメラ館舉行『記念日をつくる記念写真　浅田政志写真展』。2013年『六本木ヒルズ・森美術館10周年記念展 LOVE展：アートにみる愛のかたち』。2016年參展香港國際攝影節《千戶》

## 攝影集
- 「浅田家」(ユトレヒト刊，2007年)(2008年赤々舎刊）
- 「通学路」(プランクトン刊，2010年)
- 「NEW LIFE」(赤々舎刊，2010年)
- 「八戸レビュウ」與梅佳代、津藤秀雄合著(美術出版社刊 ，2011年)
- 「くまモン、どこ行くの?」(飛鳥新社刊，2012年)
- 「南予写真 NANYO」與澁谷征司合著(日本文芸社刊，2012年)
- 「いまバリィさんぽ」(ザメディアジョン刊，2013年)
- 「卒業写真の宿題」與神田恵介(赤々舎刊，2014年)

## 改編作品
2021年，改編自淺田政志人生的電影《浅田家！》上映。由中野量太監督，二宫和也、妻夫木聪等人主演。

## 外部連結
官方網站 （页面存档备份，存于）
- 浅田政志的Instagram帳戶